# جيمس ر. نوريس
جيمس ر. نوريس (بالإنجليزية: James R. Norris)‏ هو رياضياتي بريطاني، ولد في 1960.